# رينجي أباراي
أباراي رينجي أو رينجي أباراي أحد شخصيات أنمي ومانغا بليتش. وهو نائب القائد كوتشيكي بياكويا في الفرقة (جوتي) السادسة. عصبي ومزاجي وكثير الصراخ، يعتبر هدفه التفوق على كوتشيكي بياكويا. قاتل الروح (زمباكتو) الخاص به يسمى زابيمارو الذي ظل يتدرب معه حتى وصل إلى الإطلاق الكامل (بانكاي).

## طفولته
كان رينجي وهو يعيش في إحدى مقاطعات شمال الريكونغاي الفقيرة مع ثلاثة من رفاقه، يضطرون للسرقة لأجل العيش خاصة في ظل اضطهاد الكبار للصغار، وفي أحد الأيام بعد أن سرقوا بعض الماء طاردهم البائع وكاد أن يمسكهم إلى أن انقذتهم طفلة صغيرة وهي روكيا. عاشت روكيا معهم ونشأت بينهم صداقة تشاركوا فيها لحظاتهم الحزينة والسعيدة. وفي ظل الأحوال الاقتصادية والاجتماعية الصعبة، مات رفاقهم الثلاثة. فقرر رينجي وروكيا الالتحاق بمعهد الشينيغامي للتخلص من الحياة القاسية في الريكونغاي والعيش في سيريتي (مقر الأرواح النقية).

## في معهد الشينيغامي
على الرغم من تفوقه في معهد الشينيغامي، إلا أن رينجي عانى أيضاً من تمييز الطلاب له حيث أن أغلبهم من عائلات نبيلة، بينما هو من الريكونغاي. بتحفيز من روكيا، واصل رينجي تقدمه وتفوقه، وكان من الأقوياء جداً في فنون الزانجتسو (فن القتال باستخدام الزمباكتو)، لكنه كان ضعيف في الكيدو. في إحدى السنوات حين أخبرته روكيا بأن عائلة كوتشيكي النبيلة تنوي تبنيها فأراد رينجي ألا يقف في طريقها فحفزها وأخبرها أنها فرصتها التي لا تعوض. لم يعجب روكيا تخلي رينجي عنها بهذة السهولة، فذهبت وتركته وهي تبكي. أثر هذا الموقف كثيراً في رينجي، وندم عليه ندماً شديداً فيما بعد، خاصة لما واجه روكيا من مشاكل فيما بعد. خلال هذا الموقف رأى رينجي القائد كوتشيكي بياكويا لأول مرة حين كان بعرض على روكيا التبني، وشعر بقوته الكبيرة، ومن هنا نشأت رغبته في التفوق عليه.

## انضمامه للجوتي
كان أقرب رفاق رينجي له هما كيرا وهيناموري، وهما من أكثر الطلاب تميزاً بالإضافة إليه، حين لاحظ قائد الفرقة الخامسة آيزن سوسكى قوتهم الثلاثة، قرر يستخدمها بما يفيد مخططاته المستقبلية. فجعل كل من كيرا وهيناموري ورينجي في فرقته بمجرد انضمامهم للفرق الثلاثة عشرة. واجه رينجي صعوبة في بادئ الأمر في ظل ارتفاع مستوى الشينيغامي في الجوتي. فطلب من إكاكو الجندي الثالث في الفرقة الحادية عشرة أن يدربه، وبعد جهد كبير أصبح رينجي ذو شأن كبير، فتم تعيينه نائباً للقائد كوتشيكي بياكويا في الفرقة السادسة.

## الظهور الأول
أول ظهور له في حلقات الأنمي بليتش كان في الحلقة رقم 15 حيث كان هو والقائد كوتشيكي بياكويا مكلفان بالعثور على روكيا والبشري الذي أخذ طاقتها ليقتلوه ويعودوا بروكيا لتحاكم. بشكل ما أراد رينجي أن ينقذ روكيا، إلا أنه أقحم نفسه في مواجهات مع إيشيدا يوريو وإيتشيغوالذي كاد يهزمه لولا تدخل القائد بياكويا. بدا رينجي في هذا الوقت عدوا لروكيا حيث لم تكن قد ظهرت تفاصيل حياته السابقة وعلاقته بها. حين عاد لمجتمع الأرواح كان يأمل أن يقوم القائد كوتشيكي بتقديم طلب تخفيف العقوبة على روكيا، إلا أنه فوجئ بإصرار بياكويا على إعدام روكيا.

## روابط خارجية
- أباراي رينجي على موقع ميوزك برينز (الإنجليزية)